# Episodi di Tyler Perry's Young Dylan (terza stagione)
L'11 novembre 2021 Nickelodeon rinnova Tyler Perry's Young Dylan per una terza stagione da 20 episodi. La stagione debutta negli Stati Uniti il 19 giugno 2022 su Nickelodeon.
In italia è stata trasmessa su Nickelodeon dal 5 dicembre 2022 al 02 giugno 2023.
| n° | Codice di prod. | Titolo originale                 | Titolo italiano                     | Prima TV USA      | Prima TV Italia  |
| -- | --------------- | -------------------------------- | ----------------------------------- | ----------------- | ---------------- |
| 1  | 309             | Friday the Juneteenth            | La festa di Juneteenth              | 19 giugno 2022    | 15 dicembre 2022 |
| 2  | 303             | How to Catch a Scammer           | Come smascherare un imbroglione     | 21 luglio 2022    | 7 dicembre 2022  |
| 3  | 301             | Dylan Blow Job                   | Dylan, hai esagerato!               | 28 luglio 2022    | 5 dicembre 2022  |
| 4  | 302             | Dylan & Charlie's Day Off        | Il giorno libero di Dylan e Charlie | 4 agosto 2022     | 6 dicembre 2022  |
| 5  | 304             | The Gift Grift                   | Regalo in anticipo                  | 15 settembre 2022 | 8 dicembre 2022  |
| 6  | 305             | Power Trippin                    | Il potere logora                    | 22 settembre 2022 | 9 dicembre 2022  |
| 7  | 306             | Fame, Blame & Video Games        | Fama, accuse e videogiochi          | 29 settembre 2022 | 12 dicembre 2022 |
| 8  | 307             | Saturday School                  | Sabato a scuola                     | 13 ottobre 2022   | 13 dicembre 2022 |
| 9  | 308             | On the Hunt for Fun              | A caccia di divertimento            | 20 ottobre 2022   | 14 dicembre 2022 |
| 10 | 310             | The Chi Ones                     | I Chi Ones                          | 27 ottobre 2022   | 16 dicembre 2022 |
| 11 | 319             | Renaissance Man                  | Un sogno rinviato                   | 16 febbraio 2023  | 29 maggio 2023   |
| 12 | 311             | Reality Bites                    | Il reality show                     | 23 febbraio 2023  | 29 maggio 2023   |
| 13 | 312             | A Corsage with Your Sabotage     | Bouquet e sabotaggi                 | 2 marzo 2023      | 29 maggio 2023   |
| 14 | 313             | Curse this Verse                 | Rime maledette                      | 9 marzo 2023      | 30 maggio 2023   |
| 15 | 314             | Principal Party Pooper           | Il beniamino della scuola           | 15 marzo 2023     | 30 maggio 2023   |
| 16 | 315             | Burning After Reading            | Una lettura che scotta              | 23 marzo 2023     | 31 maggio 2023   |
| 17 | 316             | Who's the Boss                   | Chi è il capo?                      | 30 marzo 2023     | 31 maggio 2023   |
| 18 | 317             | The GOAT                         | Un papà per Dylan                   | 6 aprile 2023     | 1 giugno 2023    |
| 19 | 320             | Between a Roach and a Hard Place | Una decisione difficile             | 13 aprile 2023    | 2 giugno 2023    |
| 20 | 318             | Dylan's Villain                  | L'avversario di Dylan               | 13 settembre 2023 | 1 giugno 2023    |